# Manuel Penella
Manuel Penella Moreno (31. července 1880 Valencia – 24. ledna 1939 Cuernavaca, Mexiko) byl španělský hudební skladatel.

## Život
Manuel Penella Morena se narodil ve Valencii 31. července 1880. Byl synem skladatele a ředitele městské hudební školy Manuela Penella Ragy (1847–1909). Záhy začal studovat hru na housle a skladbu u Salvadora Ginera. Patrně jen úraz levé ruky způsobil, že se nestal houslovým virtuózem.
Po absolvování školy působil jako varhaník. Brzy ho však zlákalo divadlo. Jeho první jevištní dílo byla zarzuela La fiesta del pueblo v roce 1894. V následujících letech zkomponoval více než 80 jevištních děl všech žánrů. Od zarzuel a operet až po revue na straně jedné a opery na straně druhé. Svá díla uváděl často v zahraničí, v Latinské Americe, na Kubě, v Mexiku. Velké úspěchy slavil i ve Spojených státech. Nějaký čas působil jako dirigent vojenské hudby v Ekvádoru v Quitu.
Během cest se také v Chile oženil. Měl pět dětí. Mezi nimi vynikl např. novinář a spisovatel Manuel Penella Silva či herečka a zpěvačka Teresita Silva. Je dědečkem hereček Emmy Penella, Elisy Montés a Terele Pávez a pradědečkem herečky Emma Ozores a herce Antonia Ozores
Zemřel náhle během své cesty po Americe 24. ledna 1939 v Cuernavace v Mexiku, kde připravoval hudbu pro zfilmování své opery Don Gil de Alcalá.

## Jevištní díla

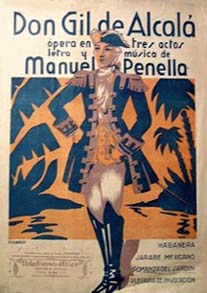
Don Gil de Alcalá (opera, 1932).

- 1893 El queso de bola, saineta, Valencie
- 1906 Las niñas alegres, entremès líric, Barcelona
- 1907 Amor ciego, zarzuela
- 1907 El dinero, saineta, Barcelona
- 1907 El dia de reyes
- 1908 El padre cura, entremés, Valencie
- 1908 La perra chica, parodie na La Patria chica Ruperta Chapí, Barcelona
- 1908 El arrojado, astracanada
- 1908 Sal de espuma, zarzuela, Barcelona
- 1908 La tentación, humorada lírica
- 1909 Corpus Christi, lyrické drama
- 1909 Las gafas negras, saineta
- 1909 La noche de las flores
- 1909 Entre chumberas, zarzuela, Zaragoza
- 1910 La niña mimada, opereta
- 1910 Los vencedores, zarzuela
- 1910 Gracia y justicia
- 1910 Las romanas caprichosas, opereta
- 1910 La reina de las tintas, humorada
- 1911 Huelga de señoras, xirigota
- 1911 La niña de los besos, opereta
- 1911 El ciego del barrio, saineta
- 1911 El viaje de la vida, opereta
- 1911 El género alegre, humorada lírica
- 1911 La novela de ahora, aventura
- 1912 Los pocos años, saineta
- 1912 Las musas latinas, revue, Valencie
- 1914 Galope de amor, opereta
- 1914 La muñeca del amor, capritx
- 1914 La isla de los placeres, astracanada
- 1914 La España de pandereta, espanyolada
- 1916 El gato montés, opera , Valencie, Teatre Priincipal
- 1917 La última españolada, revue
- 1917 El amor de los amores, revue
- 1917 La cara del ministro, historieta
- 1918 Frivolina, opereta
- 1918 El teniente Florisel
- 1918 Bohemia dorada zarzuela
- 1925 El paraiso perdido
- 1926 La última carcelera, zarzuela
- 1927 El milagro de San Cornelio
- 1927 El espejo de las doncellas
- 1927 Entrar por uvas o Feliz año nuevo
- 1928 Ris-Ras, humorada
- 1930 Los pirandones, zarzuela
- 1930 La reina jamón, zarzuela
- 1930 Me caso en la mar, zarzuela
- 1930 La pandilla
- 1931 Ku-Kus-Klan, revue
- 1931 ¡Viva la República!, revue
- 1931 Don Amancio el Generoso, zarzuela, Madrid
- 1931 El huevo de Colón, saineta-revue
- 1932 Jazz Band, revue , Barcelona
- 1932 Don Gil de Alcalá, opera buffa, Barcelona, Teatre Novedades.
- 1933 El hermano lobo, zarzuela , Barcelona
- 1934 Tana Fedorova, zarzuela , Barcelona
- 1935 La malquerida, zarzuela, Barcelona, Teatre Victòria